# Мария от Юлих-Берг
Мария от Юлих (на немски: Maria von Jülich; * 3 август 1491, † 29 август 1543) е принцеса от Юлих-Берг, единствена дъщеря на херцог Вилхелм фон Юлих-Берг (1455 – 1511) и съпругата му Сибила Бранденбургска (1467 – 1524), дъщеря на курфюрст Албрехт Ахилес от Бранденбург.

## Годеж и брак
През 1496 г. на 5 години Мария е сгодена за 6-годишниня Йохан III, син и наследник на херцог Йохан II (1458 – 1521) от Клеве-Марк от фамилията Дом Ламарк. Те се женят след 14 години през 1510 г. в Дюселдорф.
След смъртта на нейния баща, нейният съпруг Йохан III поема през 1511 г. управлението на Юлих, Берг и Равенсберг. През 1521 г. той наследява и баща си в херцог на Гелдерн, Клеве и Марк и образува така Обединените херцогства Юлих-Клеве-Берг, с което става най-могъщ княз в немския запад.

## Деца
Мария и Йохан III фон Юлих-Клеве-Берг имат децата:
- Сибила (1512 – 1554), ∞ 1527 за Йохан Фридрих I, курфюрст на Саксония
- Анна (1515 – 1557), ∞ 6 януари 1541 г. за английския крал Хенри VIII
- Вилхелм Богатия (1516 – 1592), херцог на Юлих-Клеве-Берг
- Амалия (1517 – 1586), неомъжена

## Произведения
- VAn Gots genadenn.// Wir Johan Hertzog zů Cleef,// Gulich vnnd Berg Graff zů der // Marck vnnd Rauenßberg etc. doin // kunt ... (Kirchenordnung), Johannes Soter, Köln, Monreberg, 8. April 1533 (Online), Universitäts- und Landesbibliothek Düsseldorf